# Kid Icarus (serie de jocuri)
Kid Icarus este o franciză media controlată de Nintendo și creată de Gunpei Yokoi în anul 1986 (și-a sărbătorit cea de-a douăzeci și una aniversare pe 19 decembrie 2007). Personajul principal al acestor jocuri este un tânăr înger, pe nume Pit. Acesta este slujitorul zeiței luminii Palutena și un foarte bun arcaș. Scopul său este de a o distruge pe Medusa, zeița întunericului. Gameplay-ul jocurilor Kid Icarus conține un amestec de elemente din jocurile: Super Mario Bros., The Legend of Zelda și Metroid. Astfel, Pit poate să sară precum Mario, să colecteze obiecte precum Link și să împuște precum Samus Aran.

## Jocuri video
Seria de jocuri video Kid Icarus este una dintre cele mai populare francize de acțiune-aventură de la Nintendo. Este creată de către firma Intelligent Systems, înființată în 1986. Pit va apărea și în seria de jocuri Super Smash Bros., alături de alte personaje cunoscute de la Nintendo.
Acțiunea jocurilor se petrece în Angel Land (Lumea Îngerilor), un tărâm ce seamănă mult cu Grecia Antică. Atât Kid Icarus de pe NES, cât și Kid Icarus: Of Myths and Monsters de pe Game Boy, au fost create pe motorul seriei Metroid. Din acest motiv, cele două francize sunt considerate surori. Kid Icarus a fost o serie îndelung uitată, însă Nintendo a anunțat pentru viitor, o renaștere uimitoare, întrucât Pit va fi și unul dintre personajele noi din Super Smash Bros. Brawl, de pe Wii.

### Lista jocurilor
| Titlu                             | Sistem              | An lansare | Japonia | Statele Unite ale Americii | Uniunea Europeană |
| --------------------------------- | ------------------- | ---------- | ------- | -------------------------- | ----------------- |
| Kid Icarus                        | Famicom Disk System | 1986       | DA      | NU                         | NU                |
| Kid Icarus                        | NES                 | 1987       | NU      | DA                         | DA                |
| Kid Icarus: Of Myths and Monsters | Game Boy            | 1991       | NU      | DA                         | DA                |
| Famicom Mini: Kid Icarus          | Game Boy Advance    | 2004       | DA      | NU                         | NU                |
| Kid Icarus: Uprising              | 3DS                 | 2012       | DA      | DA                         | DA                |